# Periga submacula
Periga submacula är en fjärilsart som beskrevs av Walker 1855. Periga submacula ingår i släktet Periga och familjen påfågelsspinnare. Inga underarter finns listade i Catalogue of Life.